# فندق‌شکن
فَندُق‌شِکَن وسیله‌ای مکانیکی است برای شکستن پوست فندق، گردو و دیگر خشکبار پوست‌دار.
فندق‌شکن‌ها معمولاً از دو اهرم و از اصل گشتاور استفاده می‌کنند.
از این ابزار برای شکستن پوست خرچنگ‌های دریایی و رسیدن به گوشت آن‌ها نیز استفاده می‌شود.
طوطیها از منقار خود به عنوان فندق‌شکن طبیعی برای خوردن دانه‌ها استفاده می‌کنند. در این حالت، نقطه محور در نقطه مخالف دانه و در میان آرواره طوطی قرار می‌گیرد.
در کشورهای غربی فندق‌شکن‌هایی را به صورت تزئینی به شکل سرباز، شاه و شوالیه چوبی درست می‌کنند و به هنگام کریسمس می‌فروشند. باله فندق‌شکن نام خود را از این اشکال تزئینی کریسمس گرفته‌است.

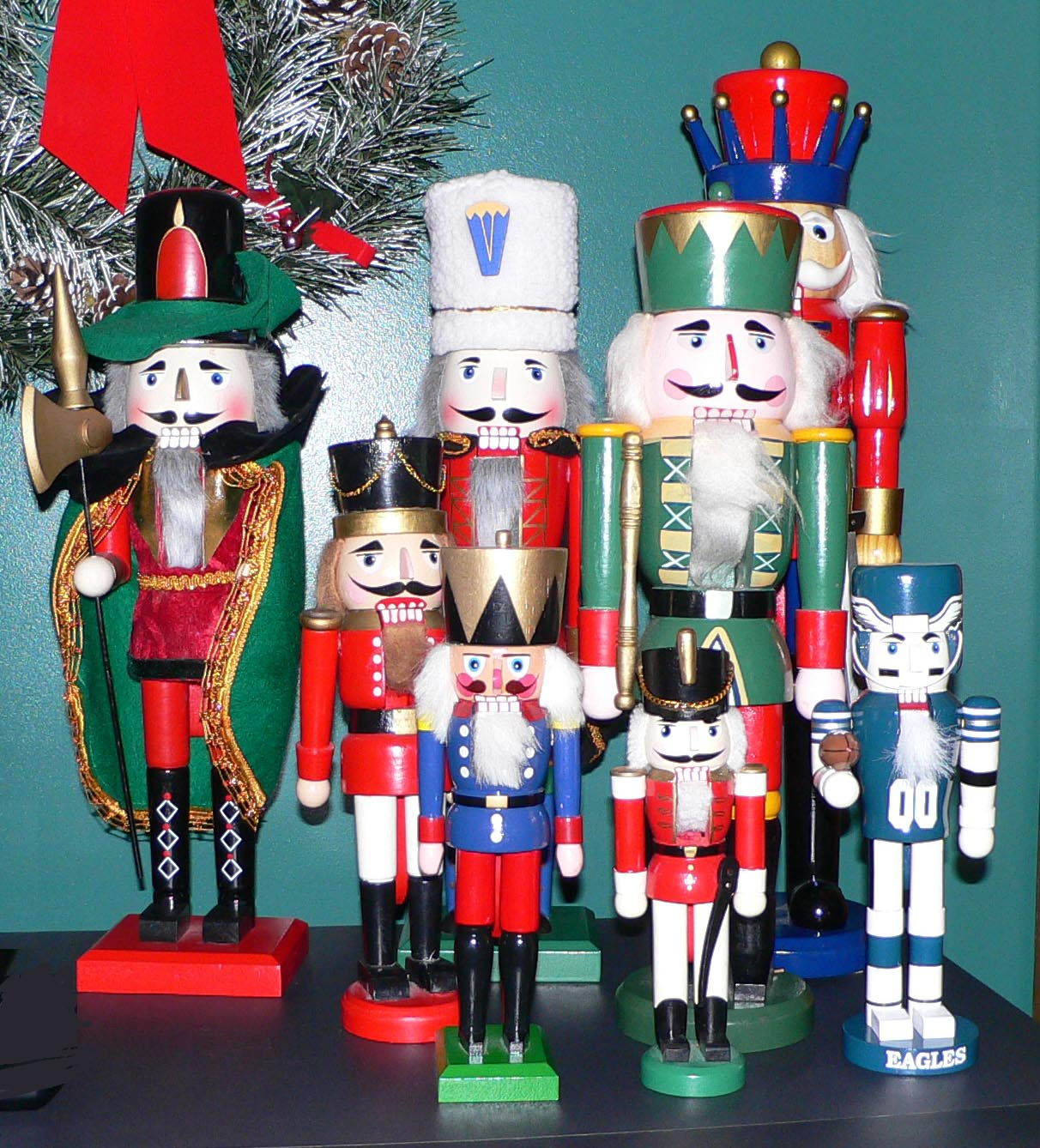
چند نمونه از فندق‌شکن‌های تزئینی.

## پیشینه
در شکل سنتی خود، شکستن جوزها یعنی میوه‌هایی که مانند فندق و گردو پوستی سخت دارند، توسط ضربه با سنگ یا در مواردی با فشار جوزها به هم در کف دست انجام گرفته و می‌گیرد. استفاده از ابزارهایی مانند چاقو، چکش یا انبردست نیز به نوبه خود مرسوم بوده و هست. اما قدیمی‌ترین نمونه شناخته شده فندق شکن به عنوان یک ابزار خاص شکستن جوز، در موزه ای در شهر تارانتو در کشور ایتالیا به نمایش گذاشته شده‌است. این فندق شکن از فلز ساخته شده و قدمت آن به قرن سوم یا چهارم قبل از میلاد نسبت داده می‌شود.

چنین به نظرمی رسد که فندق شکنهای آهنی و برنجی از قرن ۱۴ میلادی در اروپا ساخته و استفاده می‌شده ا ند. به خصوص در انگلستان نمونه‌هایی یافت می‌شوند که امتیاز ساخت آنها به عنوان اختراع به صورت رسمی ثبت شده‌است. این فندق شکنها از مکانیزمهای متفاوتی مانند اهرم یا پیچ و مهره بهره برده و بسیاری از آنها در ضمن کارایی، استفاده تزئینی نیز دارند.

فندق شکنهای تزئینی بیشتر از چوب ساخته یا از چوب در ساخت آنها بهره برده شده‌است. قدمت این فندق شکنهای تزئینی به قرن ۱۴ میلادی رسیده و بیشتر آنها به صورت مجسمه حیواناتی انند سنجاب یا در شخصیت آدمکهایی مانند پهلوان، سرباز یا پادشاه ساخته شده‌اند. برای مثال دم سنجاب می‌تواند به مثابه اهرمی عمل کرده و باعث باز و بسته شدن دهان سنجاب و شکستن جوز شود. باله فندق‌شکن که نام یکی از آثار چایکوفسکی است، نشانه ای از جایگاه فرهنگی این وسیله و ارتباط آن با سنت و مراسم کریسمس است.

 در مناطقی مانند تورینگن در آلمان، ساخت فندق شکنهای تزئینی، که بخش چوبی آنها حکاکی و رنگ آمیزی شده و به عنوان سوغات به فروش می‌رسند، یک صنعت محلی و منبع درآمدی برای اهالی است. دراکتبر سال ۲۰۰۸م، خدمات پستی ایالات متحده آمریکا، چهار تمبر، با تصویر فندق شکن منتشر کرد که باز بیانگر میزان اهمیت این ابزار در فرهنگ کشورهای مسیحی است.